# Villiam Dahlström
Lars Villiam Olof Dahlström, född 30 juni 1997, är en svensk fotbollsspelare som spelar för FC Stockholm Internazionale.

## Karriär
Dahlströms moderklubb är Roma IF. Han inledde därefter sin seniorkarriär i Visby AIK. Mellan 2014 och 2019 gjorde Dahlström 77 mål på 135 ligamatcher för FC Gute i Division 2.
Inför säsongen 2020 värvades Dahlström av Degerfors IF, där han skrev på ett treårskontrakt. Dahlström gjorde sin Superettan-debut och första mål den 17 juni 2020 i en 4–1-vinst över IK Brage. Han spelade samtliga 30 ligamatcher och noterades för 10 mål och 9 assist under säsongen 2020, då Degerfors IF blev uppflyttade till Allsvenskan.
Inför säsongen 2022 värvades Dahlström av Halmstads BK, där han skrev på ett treårskontrakt. I augusti 2023 lånades Dahlström ut till Örgryte IS i Superettan. I juni 2024 bröt han sitt kontrakt i Halmstads BK efter att inte fått någon speltid under säsongen.
I juli 2024 skrev han på ett kontrakt med FC Stockholm Internazionale.